# クローットゥンガ3世
クロトゥンガ3世（? - 1218年）は、インド南部のチョーラ朝の22代目の王。（在位:1178年 - 1218年）。
ホイサラ朝と同盟して3度パーンディヤ朝に攻め込みマドゥライを陥落させるなど、弱体化した勢力を大幅に回復させた。だがかえってホイサラ朝の自国領内への介入を許すことになった。
彼の死後のチョーラ朝はカーカティーヤ朝やパーンディヤ朝に侵略されて衰退。半世紀後に後者に滅ぼされた。